# Earl Kitchener

Wappen der Earls Kitchener

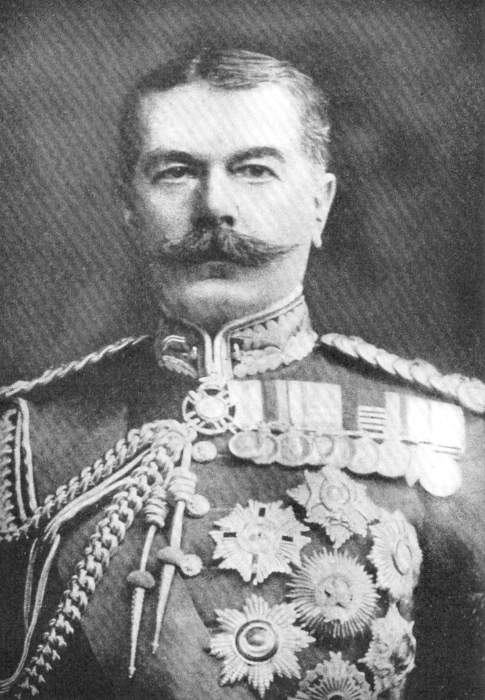
Herbert Kitchener, 1. Earl Kitchener

Earl Kitchener of Khartoum and of Broome war ein erblicher britischer Adelstitel in der Peerage of the United Kingdom. Der Titel ist 2011 erloschen.

## Verleihung und nachgeordnete Titel
Der Titel wurde am 29. Juni 1914 an den Feldmarschall Horatio Herbert Kitchener, 1. Viscount Kitchener of Khartoum verliehen, zusammen mit den nachgeordneten Titeln Viscount Broome, of Broome in the County of Kent, und Baron Denton, of Denton in the County of Kent.
Die territoriale Widmung des Titels of Khartoum and of Broome bezieht sich auf die Orte Khartum und Broome Park. Khartum, die Hauptstadt Sudans, hatte Herbert Kitchener 1898 während des Feldzuges zu Niederschlagung des Mahdi-Aufstandes eingenommen und wiederaufgebaut. Broome Park ist ein Anwesen in Kent, welches Kitchener 1911 erworben hatte.
Kitchener war bereits am 1. November 1898 zum Baron Kitchener of Khartoum, and of Aspall in the County of Suffolk, und am 11. Juli 1902 Viscount Kitchener of Khartoum, of the Vaal in the Colony of Transvaal and of Aspall in the County of Suffolk, erhoben worden.

## Nachfolger und Erlöschen
Da Kitchener keine Kinder hatte, wurden die Titel der Verleihungen von 1902 und 1914 mit dem besonderen Zusatz verliehen, dass die Titel bei seinem Tod in Ermangelung eigener Söhne auch an eventuelle eigene Töchter und deren männliche Nachkommen, sowie in deren Ermangelung auch an seinen ältesten Bruder Henry Kitchener und dessen männliche Nachkommen und bei deren Aussterben, an seinen jüngsten Bruder Sir Frederick Kitchener (1858–1912) bzw. dessen männliche Nachkommen vererbbar sei. Die Baronie von 1898 war mit keiner besonderen Erbregelung versehen und erlosch beim kinderlosen Tod des 1. Earls am 14. August 1894. Das Earldom und die übrigen Titel gingen an seinen ältesten Bruder über und von diesem 1937 an dessen Enkel Henry Herbert Kitchener. Beim kinderlosen Tod dieses 3. Earls am 16. Dezember 2011, erloschen die Titel. Die männliche Nachkommenlinie des jüngsten Bruders des 1. Earls war bereits 1984 ausgestorben.

## Liste der Earls Kitchener (1914)
- Herbert Kitchener, 1. Earl Kitchener (1850–1916)
- Henry Kitchener, 2. Earl Kitchener (1846–1937)
- Henry Kitchener, 3. Earl Kitchener (1919–2011)